# Basilique du Saint-Esprit de Naples
 (juillet 2020).
Si vous disposez d'ouvrages ou d'articles de référence ou si vous connaissez des sites web de qualité traitant du thème abordé ici, merci de compléter l'article en donnant les références utiles à sa vérifiabilité et en les liant à la section « Notes et références ».
Cette  basilique n’est pas la seule basilique du Saint-Esprit.
La basilique du Saint-Esprit ou complexe du Saint-Esprit (en italien : basilica dello Spirito Santo) est une basilique de Naples située sur la piazza Sette Settembre (place du Sept-Septembre), le long de la via Toledo (rue de Tolède), en face du palazzo Doria d'Angri. 

## Histoire
En 1562, une petite église a été construite dans la zone. Entre 1572 et 1576, des travaux d'agrandissement ont été réalisés sur l'ensemble du complexe sous la direction de Pignaloso Cafaro et Giovanni Vincenzo Della Monica. À cette occasion, le complexe du couvent qui abritait la congrégation des Blancs, dont seul l'oratoire du même nom subsiste, a été incorporé dans le bâtiment de l'église, ce qui a considérablement augmenté sa taille. 

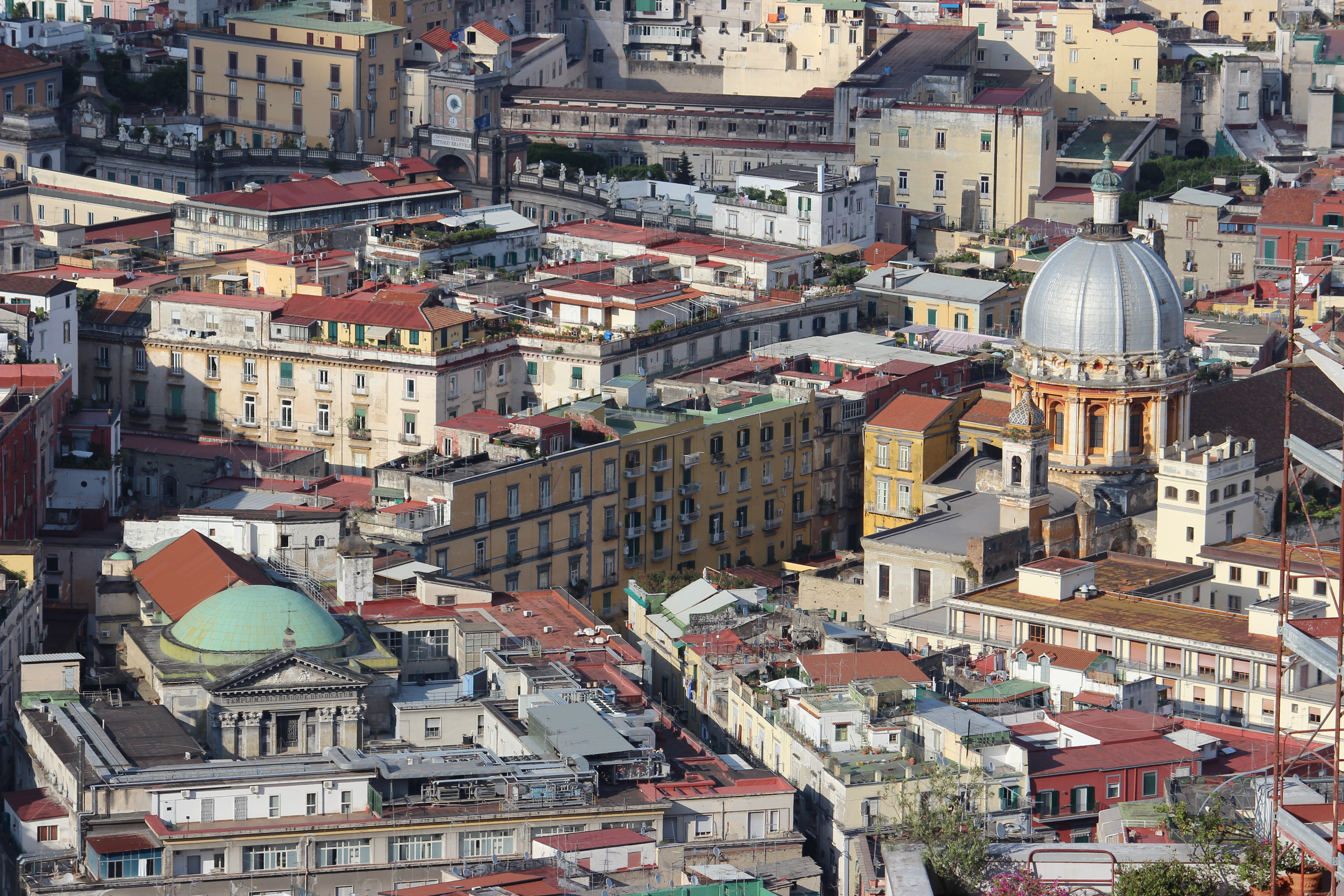
La coupole de la basilique vue depuis la chartreuse Saint-Martin (plus haute coupole à tambour de la ville, portant la hauteur de la basilique à plus de 70 mètres).

En 1748, Niccolo Tagliacozzi Canale conçoit la sacristie et en 1754, Luigi Vanvitelli choisit pour la rénovation de l'église, parmi quatre projets, celui de Mario Gioffredo  qui ne démarre cependant qu'en 1758. Le projet de Gioffredo visait à préserver les portails du couvent et de la basilique du XVIIe siècle et ses chapelles latérales, datant du XVIe siècle, tout en rénovant l'espace central, avec la construction d'un dôme supérieur capable d'éclairer la nef. Les travaux ont été achevés en 1775 lorsque le bâtiment a été repris avec le conservatoire et le couvent sur la carte du duc de Noja de la même année; la comparaison de la cartographie avec celle du siècle suivant met en évidence une zone pas complètement construite, comme elle apparaît dans le plan Schiavoni, où de nouveaux bâtiments peuvent être vus autour du couvent. 
En 1929, des restaurations ont été effectuées sur l'église. Après la guerre, le couvent a été partiellement démoli et reconstruit par Marcello Canino, modifiant la relation entre les bâtiments préexistants et les nouveaux bâtiments. En 1990, d'autres rénovations ont été effectuées à la fois dans l'église et dans les locaux annexes à la suite du tremblement de terre d'Irpinia en 1980. 
L'église a été donnée à l'occasion de sa réouverture à la communauté du Renouveau charismatique catholique, appelée la communauté de Jésus ressuscité.

## Description

### Extérieur
L'extérieur de l'église se caractérise par une façade baroque sobre et imposante, d'où s'élève un des plus grands et des plus élégants dômes de la ville. À gauche de la façade se trouve le palais du Conservatoire du Saint-Esprit, où subsistent le portail baroque monumental, la cour intérieure et l'oratoire de la Confraternita dei Verdi à droite, où l'autel conserve une peinture de la Nativité de Giacomo Farelli. Sur la droite de l'église, l'oratoire de la Confraternité des Blancs subsiste dans l'allée sur le côté du bâtiment, où sur l'autel principal se trouve une Maestà d'Ognissanti de Girolamo Imparato. 

### Intérieur

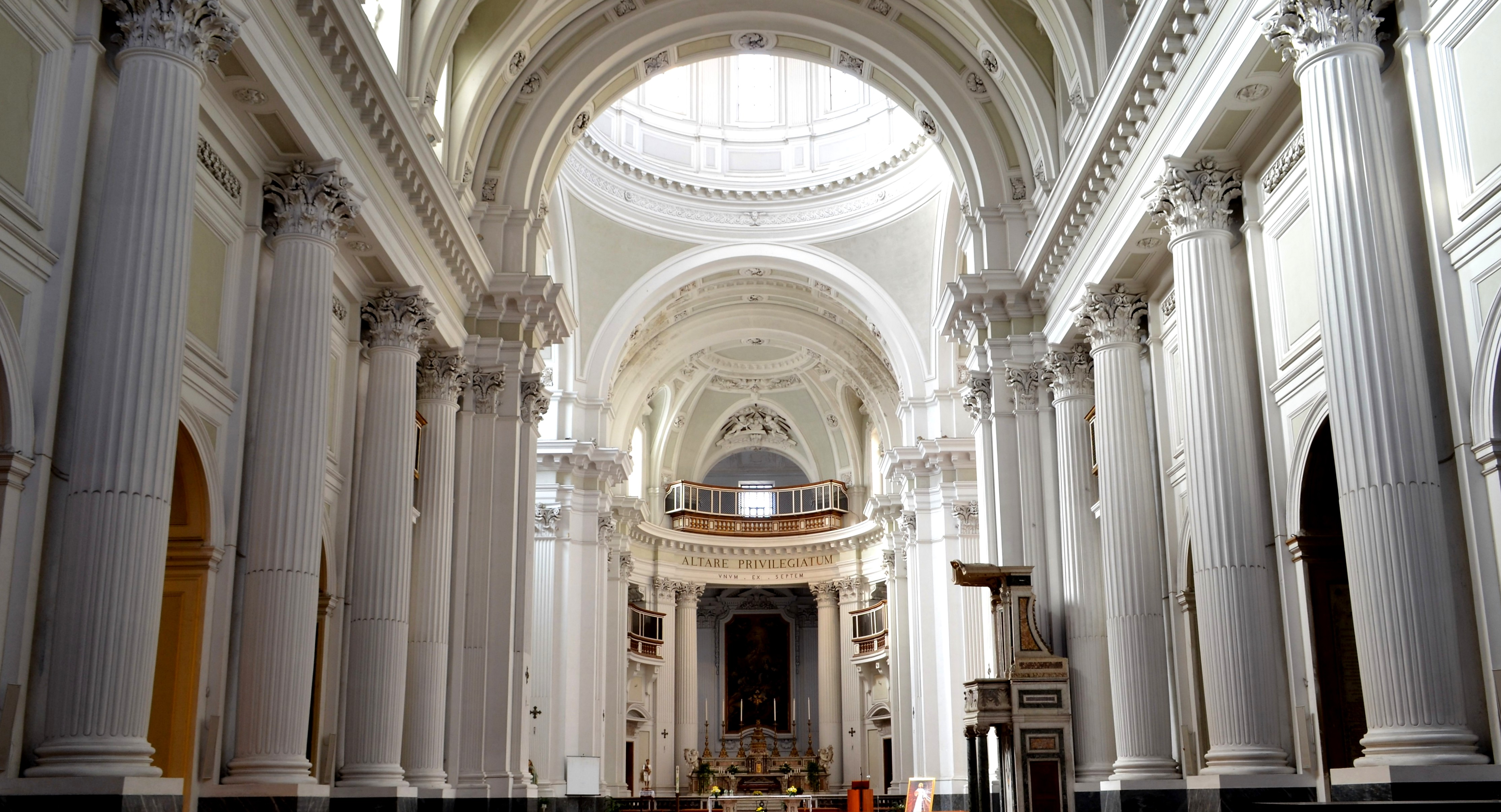
Intérieur de la basilique.

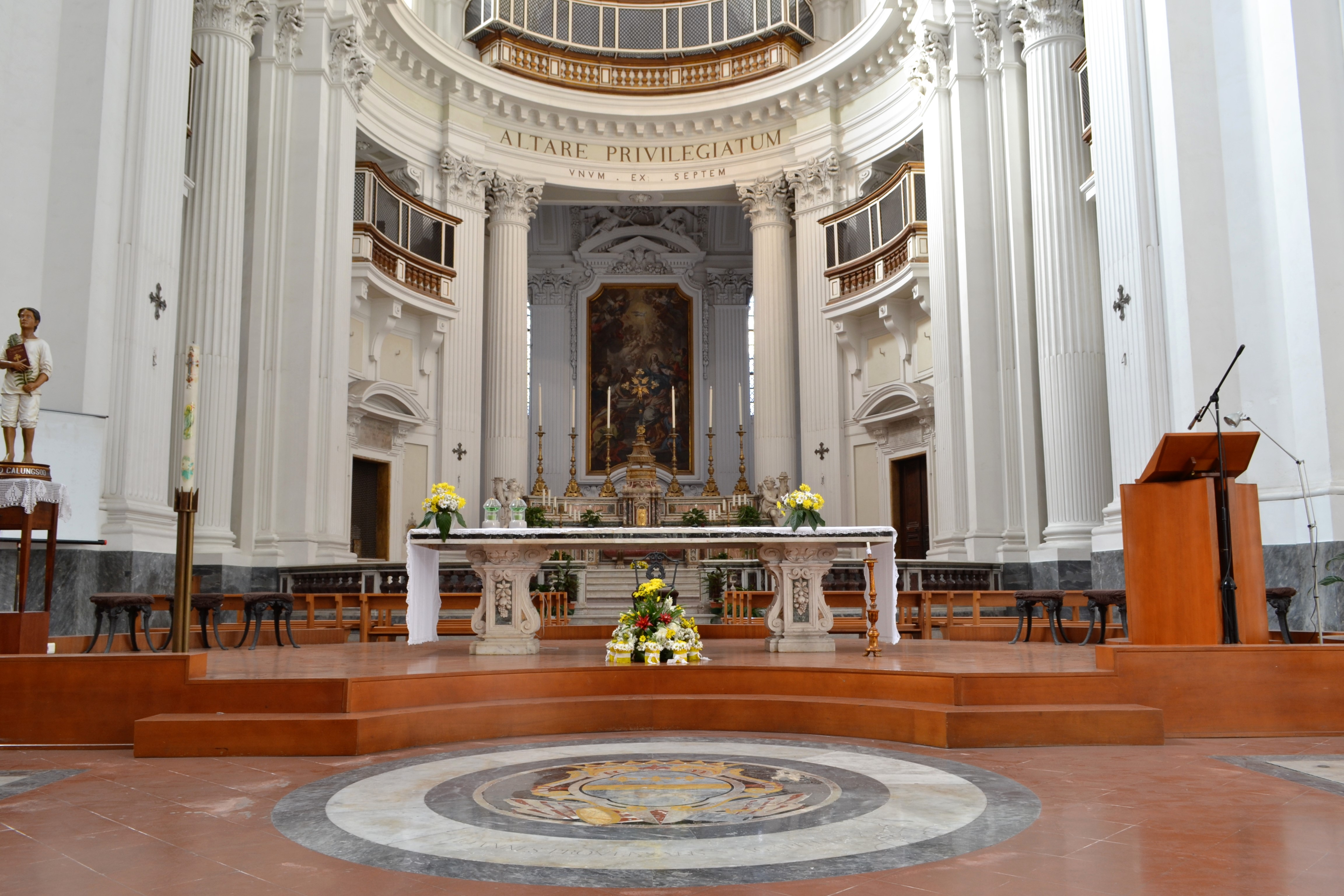
Maître-autel, altare privilegiatum.

L'intérieur se compose d'une seule grande nef de 80 mètres de long, avec un transept, une tribune et dix chapelles latérales (cinq de chaque côté). À droite et à gauche de l'entrée se trouvent les deux monuments funéraires à Ambrogio Salvio et Paolo Spinelli, tous deux exécutés par Michelangelo Naccherino. La nef, dépouillée de tout élément décoratif sur la voûte et sur les murs, est rendue extrêmement solennelle par quatorze grandes colonnes corinthiennes qui soulignent le goût vanvitellien de la basilique de la Sainte-Annonciation-Majeure (Santissima Annunziata Maggiore) ; à proximité de l'entrée se trouvent deux bénitiers datant des XVIe et XVIIe siècles. Même le dôme est dépourvu de tout motif pictural-décoratif à l'intérieur, car lors de la phase de reconstruction de celui-ci par Mario Gioffredo, les cycles précédents de Luigi Rodriguez et Giovanni Bernardo Azzolino ont été perdus. Ce dernier, posé sur un autre tambour, donne de la majesté à la structure. La hauteur de la basilique dépasse 70 mètres.
Le presbytère se compose d'un maître-autel de 1773 par Antonio di Lucca (qui a refait celui conçu par Andrea Falcone) qui présente des décorations avec des sculptures de Paolo Persico de 1774 et derrière lequel, dans la zone absidale, il y a une toile sur la Pentecôte par Francesco De Mura. Le long du mur du presbytère, on trouve l'entrée de la sacristie, conçue et entièrement exécutée par Tagliacozzi Canale : maître-autel, parois de meubles du XVIIIe siècle, des peintures du même siècle de Nicola Cacciapuoti et enfin un sol en terre cuite et majolique. 
Le transept est dépourvu de chapelles et présente à la place dans les murs frontaux deux grands autels en marbre, sur lesquels à droite on trouve l'œuvre de Fedele Fischetti de la Vierge et les saints de 1773 et à gauche l'Ascension de Francesco Celebrano (également de 1773). La niche abrite également la Vierge, les saints et la Pentecôte de Fabrizio Santafede . 
Les chapelles latérales contiennent des œuvres de l'école napolitaine des XVIIe et XVIIIe siècles. La cinquième chapelle à droite montre une Vierge avec les Saints François d'Assise et François de Paule exécutée par Girolamo Imparato en 1598 et une Assomption du XVIIIe siècle par Nicola Cacciapuoti. Les chapelles de gauche conservent  dans la première une Purification de 1760 sur les murs avant, et sur les murs latéraux une Chute de Simon Mago et une Conversion de San Paolo datée de 1759, toutes œuvres de Fedele Fischetti. La quatrième chapelle (propriété de la famille Riccardi) est décorée de marbre en opus sectile au début du XVIIe siècle par Costantino Marasi ; sur le mur central on trouve la Madonna del Soccorso de Fabrizio Santafede, le tombeau de Cesare Riccardo de Michelangelo Naccherino s'appuyant contre celui de gauche. La cinquième chapelle conserve un Baptême du Christ de Peter Torres et une Annonciation de Giovanni Vincenzo da Forli en 1602. Parmi les autres éléments décoratifs des chapelles latérales, il y a aussi des œuvres de Matteo Bottiglieri, qui était actif dans la basilique avec le buste de Ferdinando Cammarota, de Tommaso de Rosa, qui a exécuté un Martyre de Saint Érasme, et enfin d' Orazio Frezza, qui a réalisé le Congé du Christ à sa mère (après 1691). 

## Galerie de photos

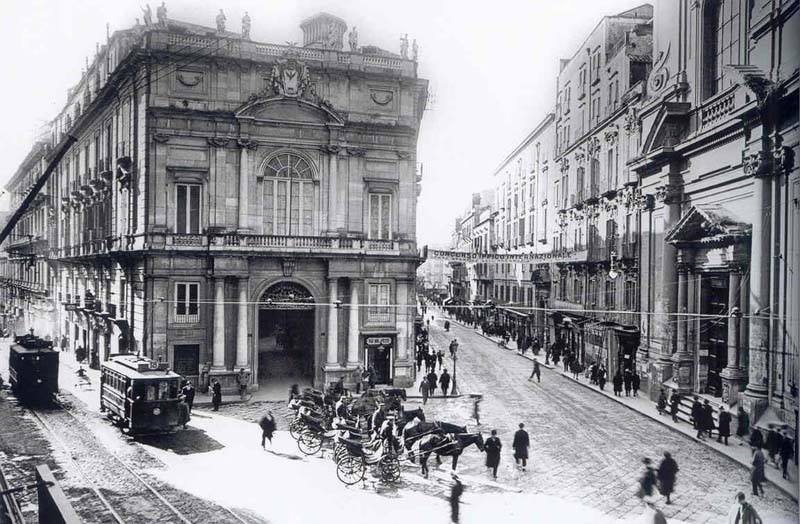
La basilique en 1929, sur la droite.
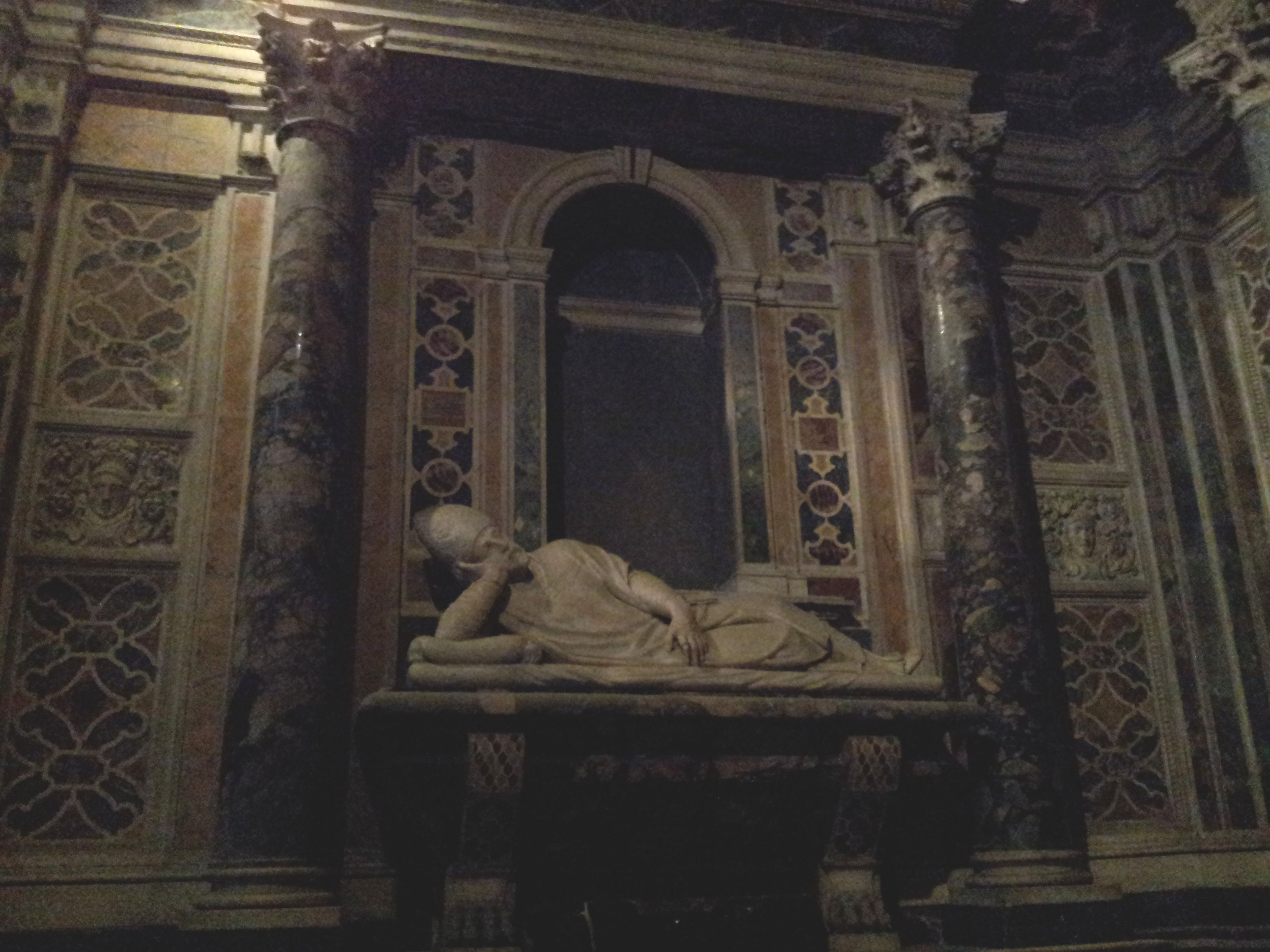
Monument funéraire, probablement par Naccherino.
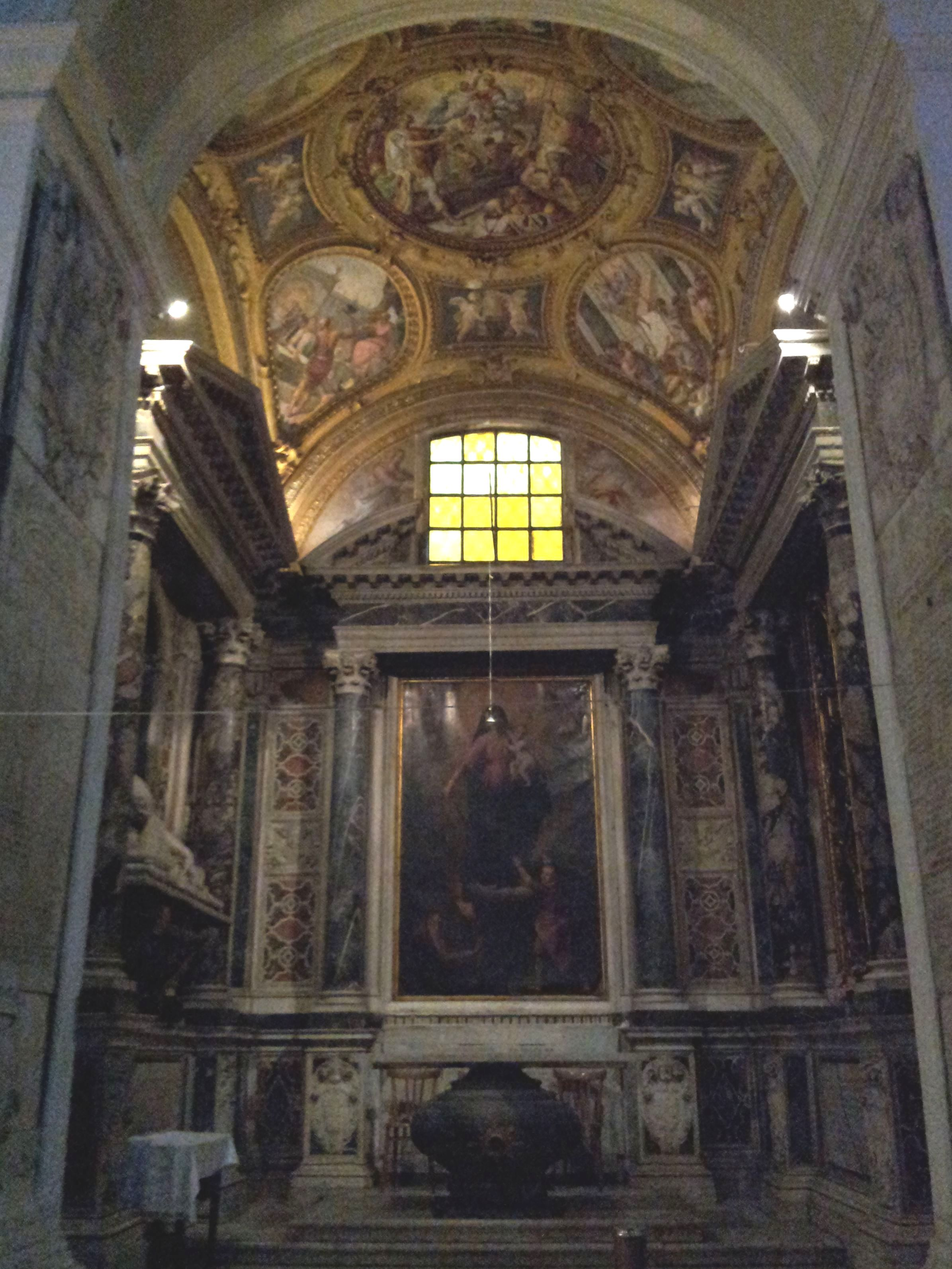
Quatrième chapelle à gauche.
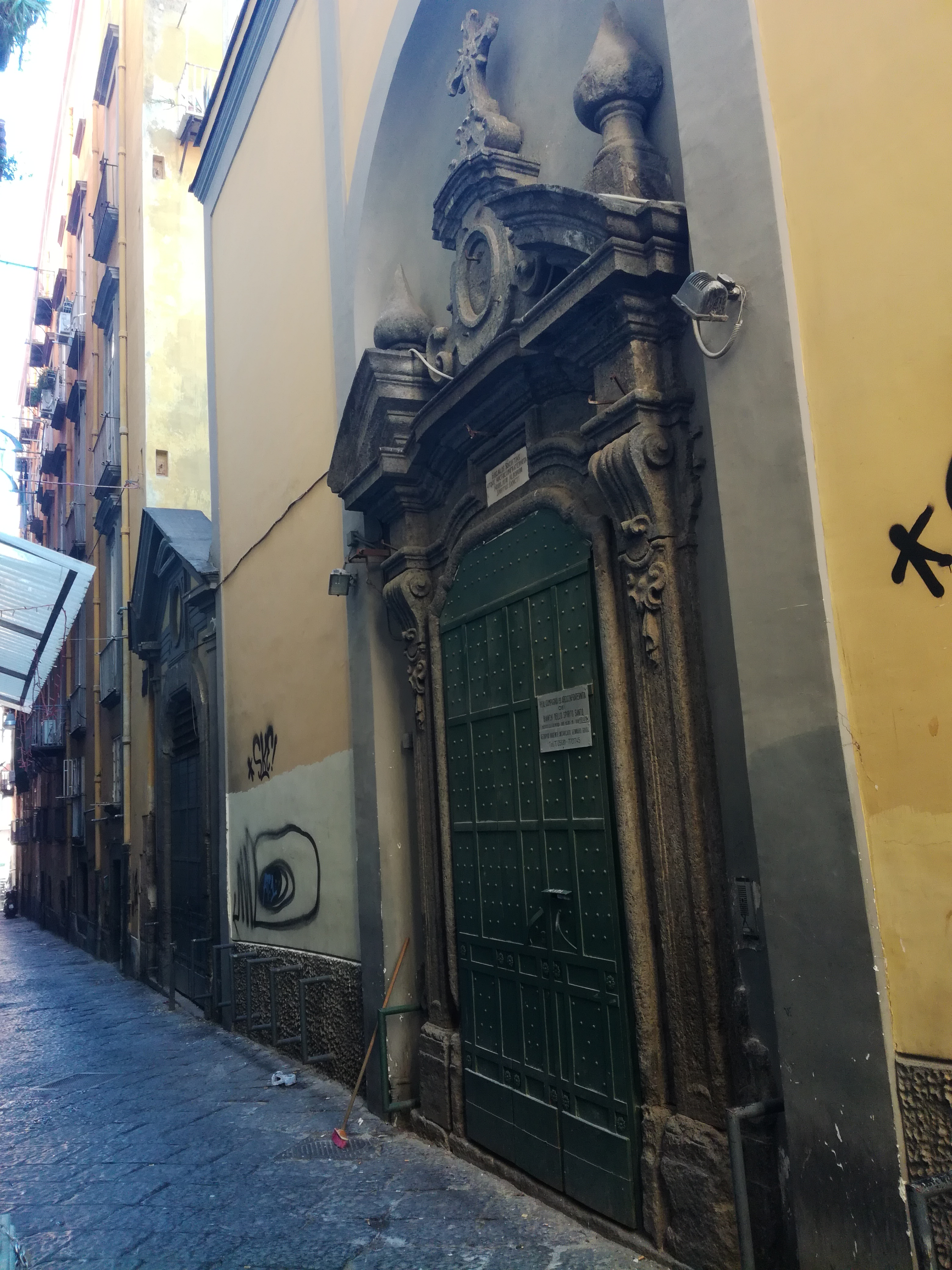
L'Oratoire de la Confraternité des Blancs au Saint-Esprit.
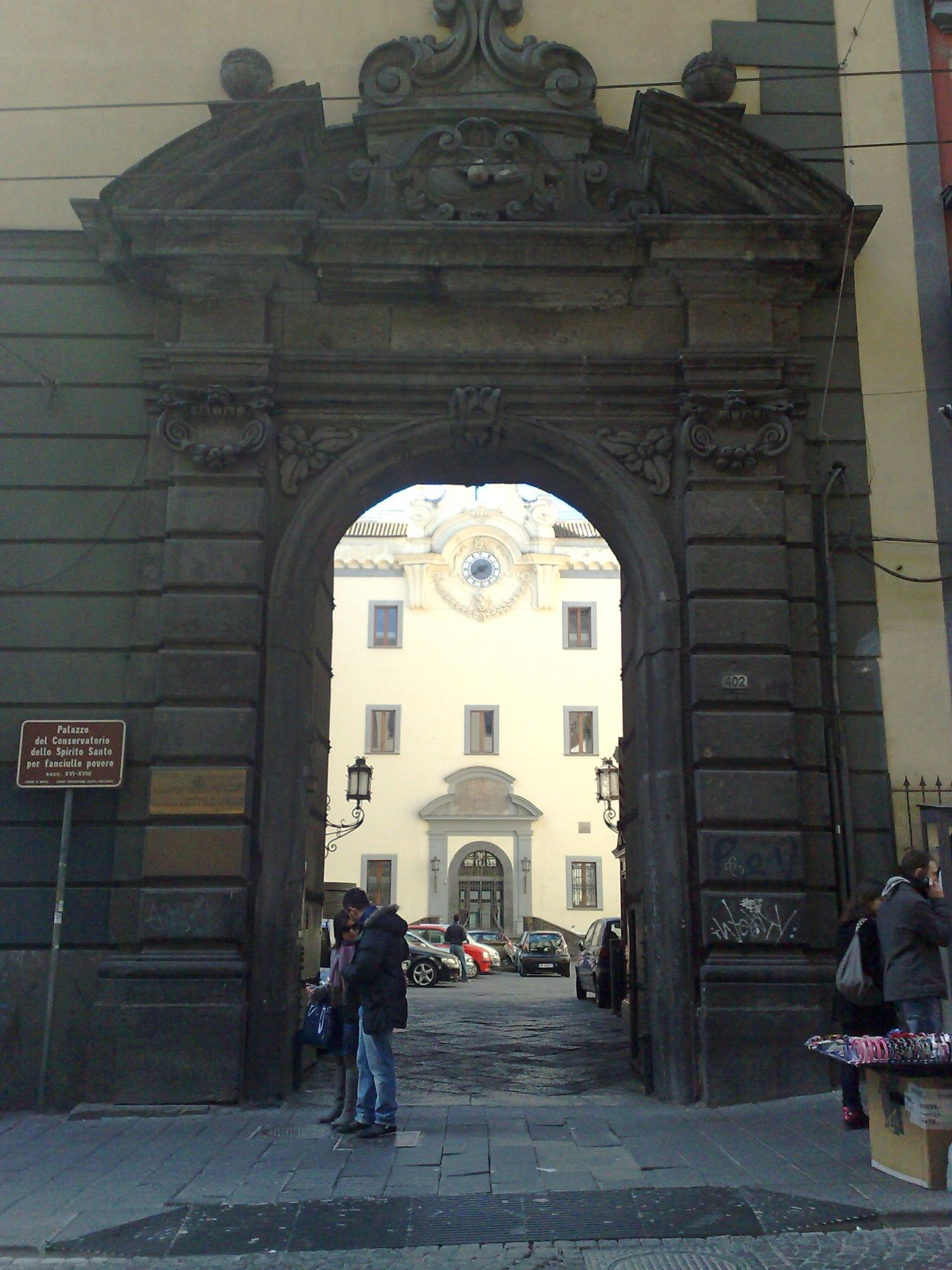
Portail et cour du palais du Conservatoire.

## Source de traduction
- (it) Cet article est partiellement ou en totalité issu de l’article de Wikipédia en italien intitulé « Basilica dello Spirito Santo » (voir la liste des auteurs).